# Карл Густав Армфельдт
Барон Карл Густав Армфельдт (швед. Carl Gustaf Armfeldt; 09.11.1666 — 24.10.1736) — шведський генерал від інфантерії (1735), командувач шведськими військами у Фінляндії під час Північної війни.

## Біографія
З роду Армфельтів, син підполковника шведської армії Густава Армфельдта. В 1683 році вступив на службу в Нюландсько-Тавастгустський кавалерійський полк у чині капрала.
В 1685 році перейшов на службу у французьку армію. Брав участь у багатьох битвах голландської війни: під Вілафранком (1690 рік), під Ніццою (1691 рік), під Валансьєном, досяг чину капітана.
Повернувшись в 1700 році у Швецію, взяв діяльну участь у Великій Північній війні. У 1701 році призначений генерал-ад'ютантом шведської армії у Фінляндії, бився на річці Сестрі (1703), з 1707 року — полковник і командир Карельського кавалерійського полку. У 1710 році під керівництвом генерала Р. Любекера керував у Фінляндії обороною Саволакса, в 1711 році отримав чин генерал-майора. Хоробрий, діяльний, талановитий, він користувався любов'ю солдатів і довірою населення.
У 1713 році, після зміни Любекера і до прибуття нового командуючого — генерала Таубе, Армфельд прийняв тимчасове командування над шведською армією у Фінляндії. Положення її було вкрай важким, казна порожня. Солдатам іноді доводилося харчуватися одним хлібом і водою. Офіцери не отримували утримання натурою, іноді не мали навіть шматка хліба. Бували випадки, коли вони випрошували його у солдатів. Армія була ослаблена великою кількістю пагонів. Частина кавалерійських коней прийшла в непридатність, допомоги від уряду не було.
Тим не менш Армфельдт не втратив бадьорості і віри в свої війська. Вважаючи, що оборона Тавастгуса не підготовлена в інженерному відношенні, він відійшов на північ і зайняв вигідну позицію у села Пялькане, за річкою Коста, що з'єднує 2 озера: Пелка-весі і Малас-вессі. Тут 6 жовтня 1713 року відбувся бій з російськими військами.
Російські війська обійшли шведів на наспіх збитих плотах по озеру, в тумані, при жорстокій холоднечі і вийшли до них у тил. Шведи оборонялися завзято. Армфельдт особисто намагався ввести в бій кавалерію. Під ним було вбито 2 коня, однак більшість ескадронів не було за ним і не підтримало піхоту. Фіни не витримали і почали тікати.
Після невдачі при Пялькані, Армфельдт був змушений відступити в Естерботнію. 19 лютого 1714 року він знову  спробував надати російським військам опір, не бажаючи залишати їм без бою Естерботнію. Хоча на військовій раді більшість висловилася за відступ, Армфельдт, впевнений у вигоді своєї позиції вирішив дати бій, наполігши на битві. Він навів армію до Стуркюро, і тут, при селі Напо, приготувався зустріти росіян. Однак сміливим обходом через замерзлі болота, росіяни поставили його в скрутне становище. Штикові атаки під особистим начальством Армфельдта не привели ні до чого, шведські війська почали тікати.
З 1717 року — генерал-лейтенант і командувач Емтландською армією. У 1718 році спрямований на північ, у Норвегії, для підкорення Тронгейма. Облога закінчилася невдачею, після відомостей про загибель короля Карла XII шведська армія змушена була відступити. На зворотному шляху, при русі через Тідальфієді, велика частина його загону, що складалася з 7500 чоловік, загинула від холоду й снігових хуртовин. Ця подія відома в шведській історіографії як Марш смерті каролінерів англ. Carolean Death March.
Навесні 1719 року зі слабким загоном він продовжував триматися на півночі Фінляндії, просунувшись до Улеаборга. 19 вересня 1719 року призначений губернатором Виборга, але обіймав цю посаду чисто номінально, так як ще у 1710 році Виборг зайняв руськими військами.
Пізніше за заслуги отримав титул барона (1731) і чин генерала від інфантерії (1735).
Його правнук Густав Моріц Армфельт в 1811 році перейшов на російську службу.